# Killer Love
Killer love (на български: Убийствена любов) е дебютния албум на поп и R'n'B певицата Никол Шерцингер, издаден на 18 март 2011 г. от Interscope Records.
Шерзингер започва да записва песни за своя първи самостоятелен албум, под заглавие Her Name Is Nicole (Нейното име е Никол) още през 2005 г., но поради неуспеха на първите излъчени песни, певицата сама взима решение да не го издава. През 2009 г. заедно с преиздаването на албума на Пусикет долс Doll Domination, Шерзингер подписва договор с музикалната компания Red One за продуциране на неин нов проект. Албумът е официално издаден в Европа още в началото на 2011 г., но предстои неговото преиздаване на 14 ноември и официалния му дебют в САЩ на 6 декември.

## Списък с песните

### Ориганлен траклист
1. „Poison“ – 3:47
2. „Killer Love“ – 3:52
3. „Don't Hold Your Breath“ – 3:17
4. „Right There“ – 4:02
5. „You Will Be Loved“ – 4:16
6. „Wet“ – 3:37
7. „Say Yes“ – 3:29
8. „Club Banger Nation“ – 4:06
9. „Power's Out“ (със Стинг) – 4:10
10. „Desperate“ – 3:27
11. „Everybody“ – 3:50
12. „Heartbeat (Rudi Wells' Open Heart Remix)“ (Енрике Иглесиас и Никол Шерцингер) – 3:32
13. „Casualty“ – 4:21
14. „AmenJena“ – 5:22

### Френско iTunes издание
1. „Poison“ (Glam As You Rock Mix) – 3:41
2. „Don't Hold Your Breath“ (Cahill Mix – редактиран) – 3:04

### Австралийско издание
1. „Right there“ (с 50 Cent) – 4:22

### Делукс издание
1. „Right there“ (с 50 Cent) – 4:22
2. „Try with me“ – 3:56
3. „Trust Me I Lie“ – 3:51
4. „Tomorrow Never Dies“ – 3:41

## История на издаване
| Държава            | Дата             | Формат | Издателство                     |
| ------------------ | ---------------- | ------ | ------------------------------- |
| Ирландия           | 18 март 2011     | CD     | Universal Music Group (UMG)     |
| Франция            | 18 март 2011     | CD     | Universal Music Group (UMG)     |
| Обединено кралство | 21 март 2011     | CD     | Polydor Records                 |
| Белгия             | 21 март 2011     | CD     | Universal Music                 |
| Швейцария          | 25 март 2011     | CD     | Universal Music                 |
| Франция            | 25 април 2011    | CD     | Universal Music                 |
| Дания              | 16 май 2011      | CD     | Universal Music                 |
| Холандия           | 20 май 2011      | CD     | Universal Music                 |
| Полша              | 20 май 2011      | CD     | Universal Music                 |
| Германия           | 26 август 2011   | CD     | Universal Music                 |
| Австралия          | 2 септември 2011 | CD     | Universal Music                 |
| Обединено Кралство | 28 ноември 2011  | CD     | Polydor Records                 |
| САЩ                | 6 декември 2011  | CD     | A&M Records, Interscope Records |